# Psammophis leopardinus
Psammophis leopardinus är en ormart som beskrevs av Bocage 1887. Psammophis leopardinus ingår i släktet Psammophis och familjen snokar. Inga underarter finns listade i Catalogue of Life.
Denna orm förekommer i södra Angola och norra Namibia. Arten lever i kulliga områden och i bergstrakter mellan 300 och 1300 meter över havet. Individerna vistas i savanner och halvöknar. De har främst ödlor som föda. Honor lägger ägg.
För beståndet är inga hot kända. Hela populationen anses vara stabil. IUCN listar arten som livskraftig (LC).